# Struga
 Ovo je glavno značenje pojma Struga. Za druga značenja pogledajte Struga (razdvojba).
Struga (mak. Струга, alb. Strugë) je gradić na jugozapadu Republike Makedonije, od 33 376 stanovnika. Struga je sjedište Općine Struga, koja ima oko 65 809 stanovnika (po popisu iz 2002.).
Struga je rodno mjesto makedonskih pjesnika braće Konstantina i Dimitrija Miladinova i albanskog političkog aktivista Ibrahima Tema.
Blizu sela Radolišta, pronađeni su ostaci ranokršćanske bazilike 
iz IV st., s lijepim mozaicima. Struga je također gradić s pitoresknom arhitekturom iz XVIII i XIX st.

## Zemljopisni položaj
Struga se nalazi u dolini na obali Ohridskog jezera, na dijelu gdje rijeka Crni Drim istječe iz Ohridskog jezera, koja teče kroz grad i dijeli ga na dva dijela.

## Povijest i kultura
Par kilometara od grada na obali jezera nalazi se samostan - Kališta, koji potječe iz XVI st., s osobito lijepim freskama iz XIV i XV st., koje se nalaze unutar samostanske crkve ( djelomično uzidana u stijenu). Blizu sela Radolišta, pronađeni su ostaci ranokršćanske bazilike iz IV st., s lijepim mozaicima. U blizini je i crkva Sv. Bogorodice u selu Vraništa, za nju se po predanju drži da je u njoj krunjen makedonski car Samuilo. U samom mjestu nalazi se Crkva Sv. Georgija, podignuta je na temeljima Samuilove crkve, ima bogatu zbirku ikona iz XIV st., XV st., i XVI stoljeća. Struga je također gradić s pitoresknom orijentalnom stambenom arhitekturom iz XVIII i XIX st.

U gradu Struga 6. travnja 1992. godine, albanski aktivisti su proglasili Republiku Ilirida, ispred 2 500 građana,glavni organizator bio bivši član PDP-a, Nevzat Halili i njegov stranački kolega Mersim Polložani iz PDP-a.

## Kulturne manifestacije
Internacionalna kulturna manifestacija - Struške večeri poezije poznata je u svjetskim razmjerima. Laureati Struških večeri poezije bili su mnogi svjetski pjesnici i brojni dobitnici Nobelove nagrade, kao; Joseph Brodsky, Eugenio Montale, Pablo Neruda, Seamus Heaney, a od hrvatskih pjesnika to su bili; Miroslav Krleža, Slavko Mihalić i mnogi drugi.

## Ostalo
Održava se Međunarodni rukometni turnir Struga, jedan od najstarijih rukometnih turnira na otvorenom u svijetu i najdugovječniji rukometni turnir na Balkanu.

## Vanjske poveznice
- Zanimljivosti u Strugi
- Struške večeri poezije
- Struški turistički Portal  Arhivirana inačica izvorne stranice od 22. siječnja 2009. (Wayback Machine)